# Adolf Fredrik Ölander
Adolf Fredrik Ölander, född 14 november 1820 i Svanshals församling, Östergötlands län, död 12 april 1890 i Svanshals församling, Östergötlands län, var en svensk präst. Han var måg till Per Conrad Arosenius och far till Anna Ölander.

## Biografi
Adolf Fredrik Ölander föddes 1820 i Svanshals församling. Han var son till organisten och klockaren Janne. Ölander blev 1839 student vid Uppsala universitet. Där avlade han filosofie kandidatexamen 1845, filosofie doktorexamen 1845 och dimissionsexamen 1846. Han prästvigdes 1846 och blev 1852 kollega vid Norrköpings trivialskola. Ölander blev 1854 kollega (och senare läroverksadjunkt) vid Linköpings läroverk. Han blev 1868 kyrkoherde i Svanshals församling och 1872 kontraktsprost i Lysings kontrakt. Ölander avled 1890 i Svanshals församling.